# Nagy döggomba
A nagy döggomba (Entoloma sinuatum) a döggombafélék családjába tartozó, Eurázsiában és Észak-Amerikában elterjedt, lomberdőkben élő, mérgező gombafaj.

## Megjelenése
A nagy döggomba kalapjának átmérője 5–20 cm. Fiatalon domború, később ellaposodik, de középen púpos maradhat. A fiatal gomba kalapjának széle begöngyölt, idős korban hullámossá válik és gyakran behasadozik. Színe fehéres, krémszínű, okkeres, barnásszürke, selymesen fénylő, finoman szálas. A kalap bőre lehúzható. A kalap húsa vékony; kellemetlen, dohos lisztszagú, íze avas.
Sűrűn álló lemezei a tönkhöz nőttek. Színük kezdetben fehéres, majd sárgás, idősebb korban szürkésrózsaszín (hússzínű) lesz. Spórapora rózsaszínes-barnás. A spórák öt-hatszögűek, felületük sima, méretük 6,5-10 µm. A spórákon egyértelmű, feltűnő csírapólus figyelhető meg. 
Tönkje 6–15 cm magas, 1–4 cm vastag. Alakja hengeres, vagy alul vastagabb, bunkó formájú. Színe fehéres, selymes fényű, hosszában szálas.

### Hasonló fajok
Összetéveszthető az ehető szürke tölcsérgombával, tövisaljagombával és májusi pereszkével, valamint a mérgező zöldesszürke döggombával. 

## Elterjedése és termőhelye
Eurázsiában és Észak-Amerikában honos. Európának inkább a középső és déli régióiban gyakoribb. Megtalálható a Fekete-tenger környékén, Iránban és Kínában is. Amerikában elterjedésének déli határa Arizona állam. Magyarországon kevés helyen fordul elő, de ott gyakori lehet.
Lomberdőkben (bükkösökben, tölgyesekben), ligetes-bokros helyeken fordul elő, jellemzően inkább hegyvidéken. Az agyagos, meszes talajt részesíti előnyben. Júniustól októberig terem magányosan, vagy csak néhány példány található egymáshoz közel.
Mérgező gomba. Fogyasztása után fél-két órával hányás, hasmenés, fejfájás, enyhébb idegrendszeri tünetek léphetnek fel. A mérgezés nem halálos.

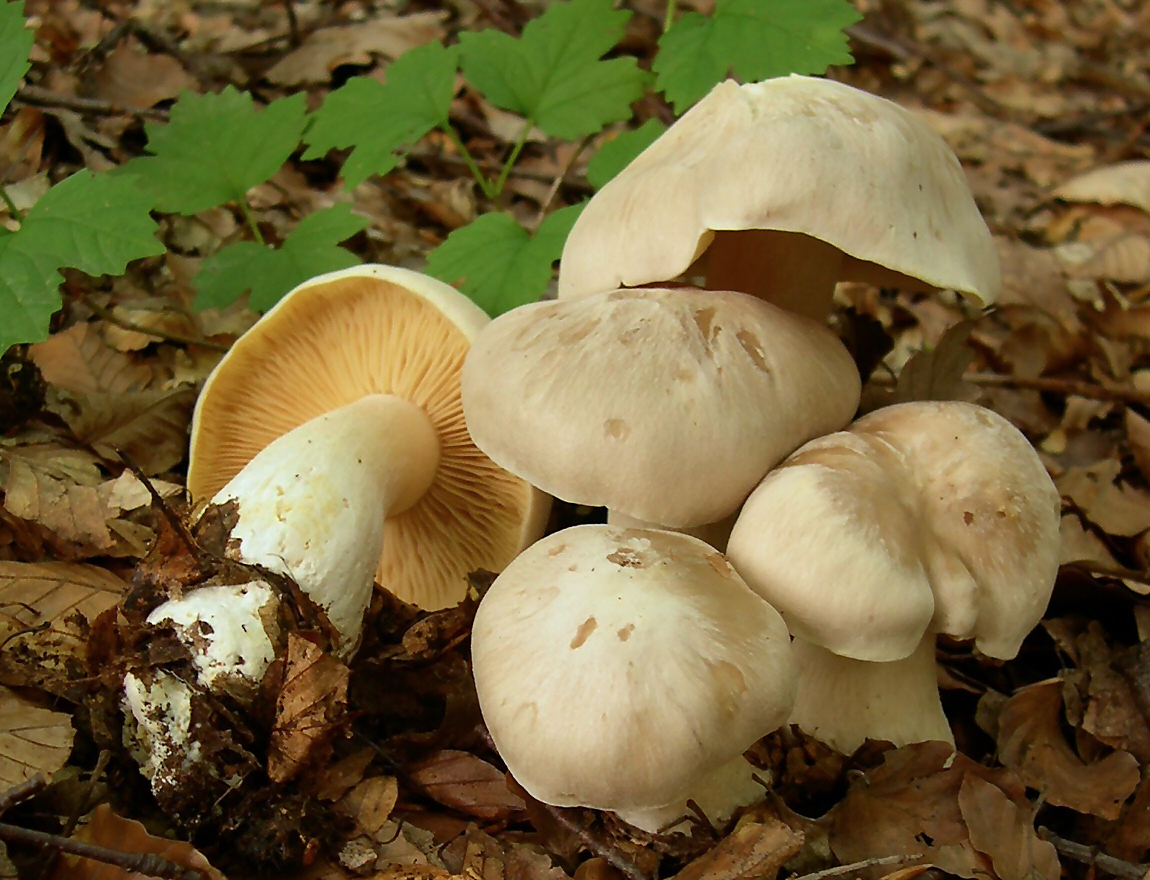
Fiatal döggomba
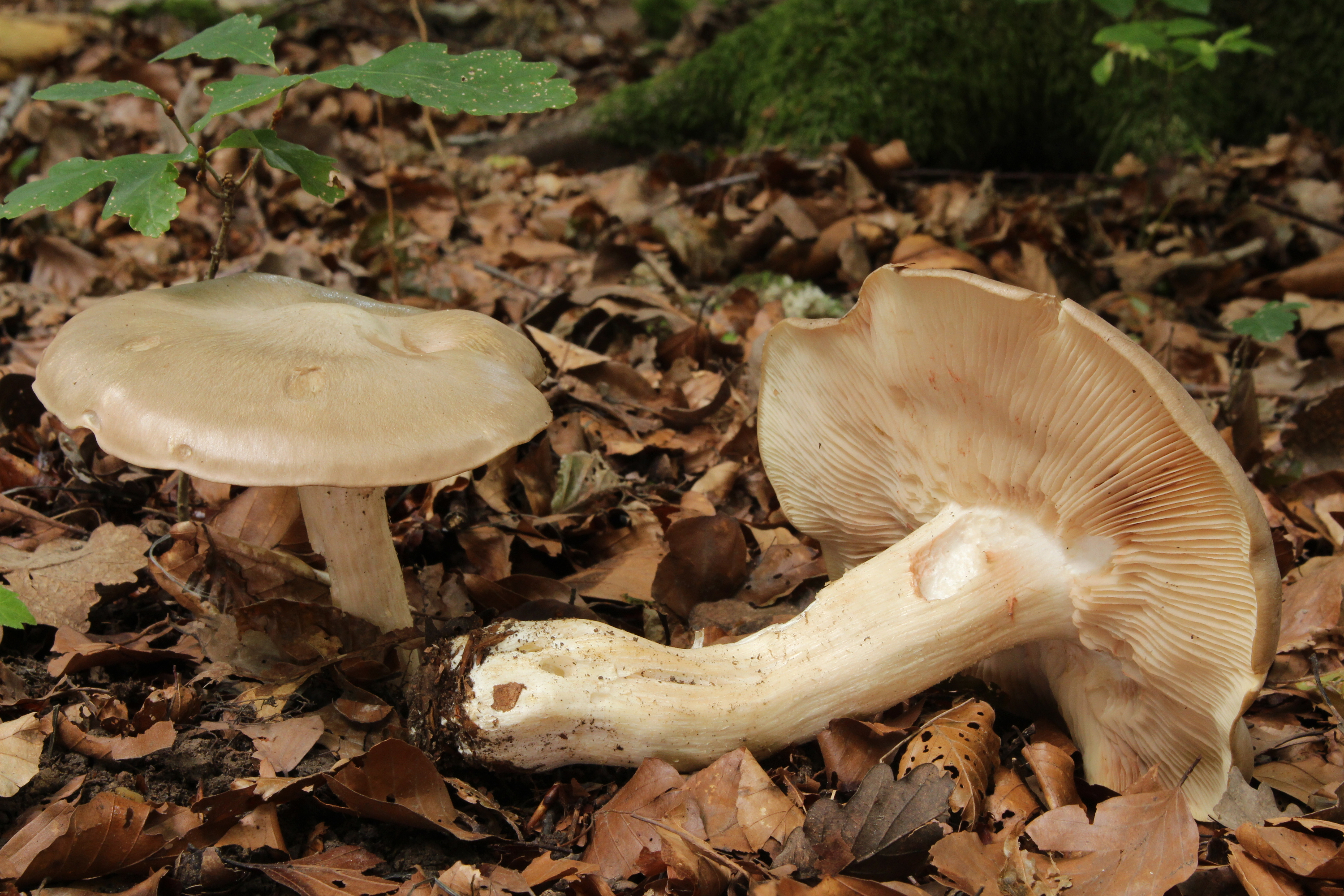
Idősebb példányok
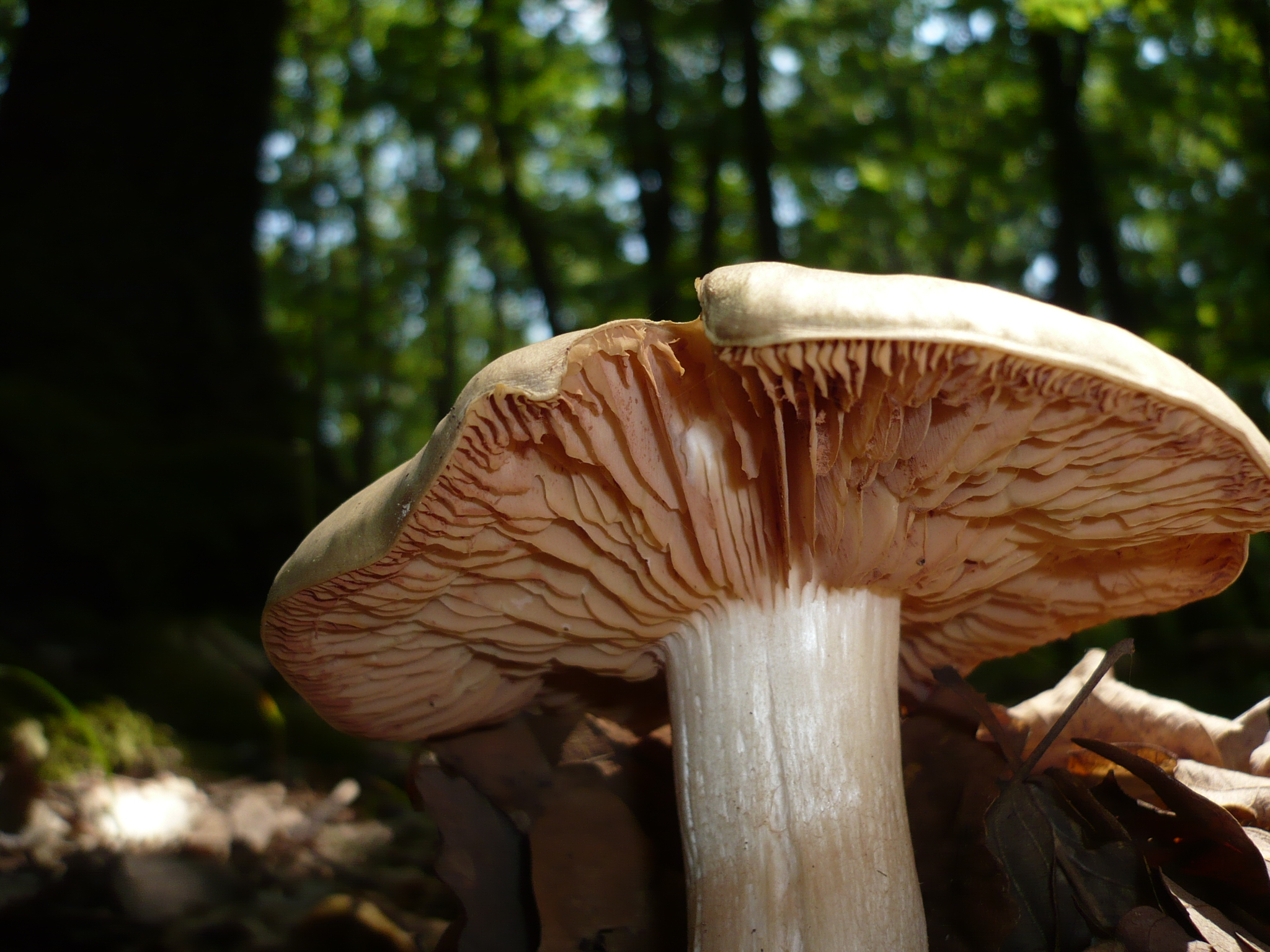
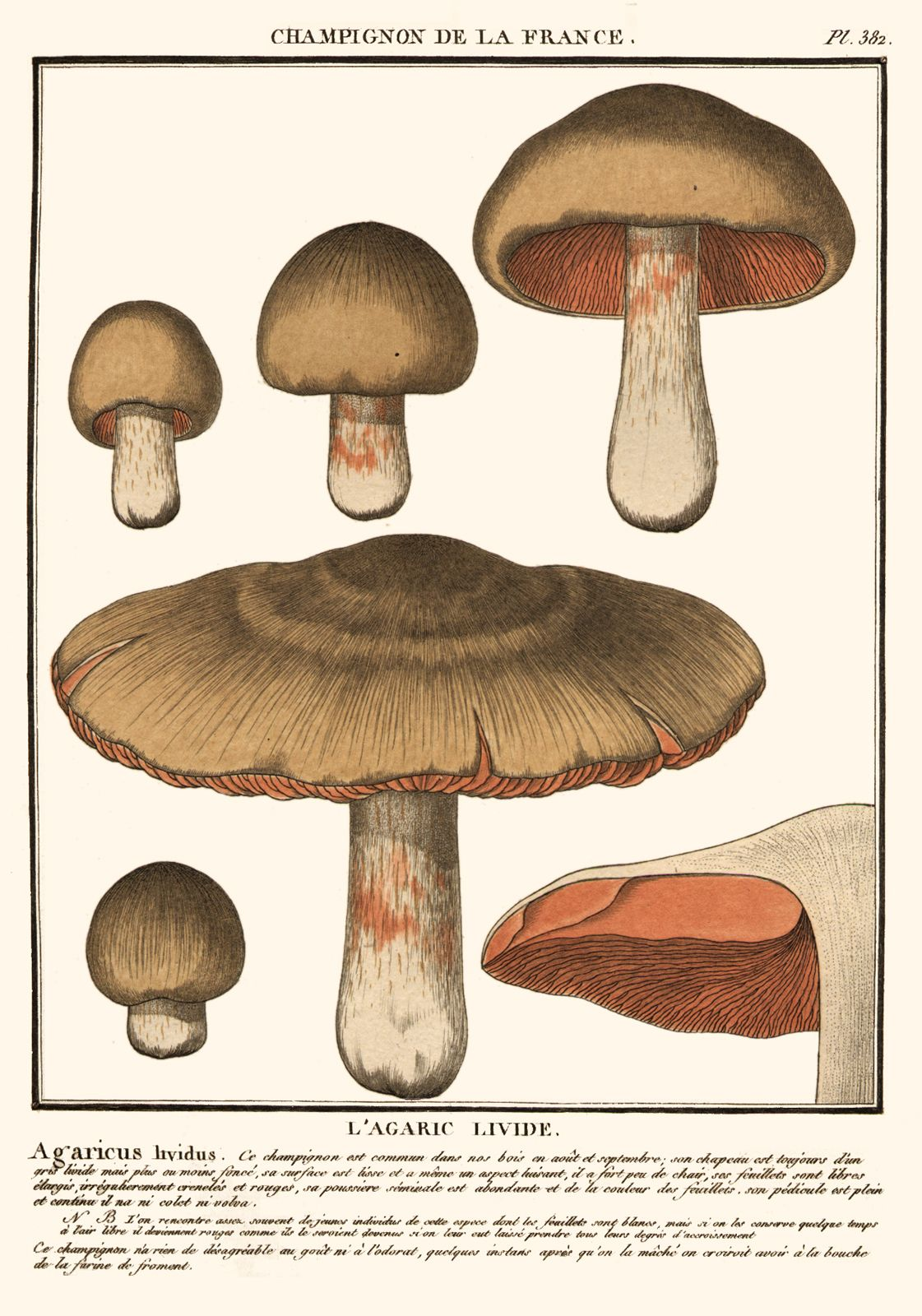
1788-as ábrázolása